# Slavíkite
La slavíkite è un minerale.